# 2023–2024-es német labdarúgó-bajnokság (első osztály)
A 2023–2024-es német labdarúgó-bajnokság – eredeti német nevén Fußball-Bundesliga – a 61. szezonja volt a Bundesligának. A szezon 2023. augusztus 18-án kezdődött, és 2024. május 18-án ért véget. A címvédő a Bayern München volt. 2024. április 14-én hazai pályán 5–0-ra megnyert mérkőzésen a Bayer Leverkusen a Werder Bremen ellen megnyerte története első bajnoki címét. Ezzel a tizenharmadik különböző bajnoka lett a bajnokságnak a klub, valamint a Bayern München egymás után 11 aranyérmet számláló sorozatát szakította meg. A Leverkusen a Bundesliga történelmének első csapata lett, amely veretlenül nyerte meg a bajnokságot. A 34 forduló során 28-szor nyertek és 6-szor játszottak döntetlent.

## Csapatok

### Csapatváltozások
| Feljutott az első osztályba   | Kiesett a másodosztályba |
| ----------------------------- | ------------------------ |
| 1. FC Heidenheim Darmstadt 98 | Schalke 04 Hertha BSC    |

A bajnokságon 18 csapat vesz részt: a tavalyi bajnokság bennmaradt 15 csapata (a 16. helyezett osztályzót játszik), és 2 feljutó. A másodosztály első és második helyezettje (az 1. FC Heidenheim és a Darmstadt 98) feljutott a Bundesligába, viszont a harmadiknak osztályzót kellett játszania a VfB Stuttgart ellen, ahol a másodosztály harmadik helyezettje, a Hamburger SV alulmaradt.

### Csapatok adatai
| Csapat                   | Város                | Stadion                        | Befogadóképesség |
| ------------------------ | -------------------- | ------------------------------ | ---------------- |
| Augsburg                 | Augsburg             | WWK ARENA                      | 30 660           |
| Union Berlin             | Berlin               | Stadion An der Alten Försterei | 22 012           |
| VfL Bochum               | Bochum               | Vonovia Ruhrstadion            | 27 599           |
| Werder Bremen            | Bréma                | Weserstadion                   | 42 100           |
| Darmstadt 98             | Darmstadt            | Merck-Stadion am Böllenfalltor | 17 650           |
| Borussia Dortmund        | Dortmund             | Signal Iduna Park              | 81 365           |
| Eintracht Frankfurt      | Frankfurt            | Deutsche Bank Park             | 51 500           |
| SC Freiburg              | Freiburg im Breisgau | Europa-Park Stadion            | 34 700           |
| 1. FC Heidenheim         | Heidenheim           | Voith-Arena                    | 15 000           |
| TSG 1899 Hoffenheim      | Sinsheim             | PreZero Aréna                  | 30 150           |
| 1. FC Köln               | Köln                 | RheinEnergieStadion            | 49 698           |
| RB Leipzig               | Lipcse               | Red Bull Aréna                 | 47 069           |
| Bayer 04 Leverkusen      | Leverkusen           | BayArena                       | 30 210           |
| 1. FSV Mainz 05          | Mainz                | Mewa Aréna                     | 34 000           |
| Borussia Mönchengladbach | Mönchengladbach      | Stadion im Borussia-Park       | 54 057           |
| Bayern München           | München              | Allianz Arena                  | 75 000           |
| VfB Stuttgart            | Stuttgart            | MHPArena                       | 60 449           |
| VfL Wolfsburg            | Wolfsburg            | Volkswagen Arena               | 30 000           |

### Vezetőedző-váltások
| Csapat                   | Távozó edző      | Ok                   | Távozás napja      | Távozás napja      | Pozíció a tabbelán | Érkező                  | Érkezés napja      | Érkezés napja      | Forrás(ok)    |
| Csapat                   | Távozó edző      | Ok                   | Bejelentve         | Távozás            | Pozíció a tabbelán | Érkező                  | Bejelentve         | Érkezés            | Forrás(ok)    |
| ------------------------ | ---------------- | -------------------- | ------------------ | ------------------ | ------------------ | ----------------------- | ------------------ | ------------------ | ------------- |
| Eintracht Frankfurt      | Oliver Glasner   | Közös megegyezés     | 2023. május 9.     | 2023. június 30.   | Előszezon          | Dino Toppmöller         | 2023. június 12.   | 2023. július 1.    | [ 9 ] [ 10 ]  |
| Borussia Mönchengladbach | Daniel Farke     | Elküldték            | 2023. június 2.    | 2023. június 30.   | Előszezon          | Gerardo Seoane          | 2023. június 6.    | 2023. július 1.    | [ 11 ] [ 12 ] |
| FC Augsburg              | Enrico Maaßen    | Elküldték            | 2023. október 9.   | 2023. október 9.   | 15.                | Jess Thorup             | 2023. október 15.  | 2023. október 15.  | [ 13 ] [ 14 ] |
| Mainz 05                 | Bo Svensson      | Közös megegyezés     | 2023. november 2.  | 2023. november 2.  | 18.                | Jan Siewert (megbízott) | 2023. november 2.  | 2023. november 2.  | [ 15 ]        |
| Union Berlin             | Urs Fischer      | Közös megegyezés     | 2023. november 15. | 2023. november 15. | 18.                | Marco Grote (megbízott) | 2023. november 15. | 2023. november 15. | [ 16 ]        |
| Union Berlin             | Marco Grote      | Lejárt a megbízatása | 2023. november 26. | 2023. november 26. | 17.                | Nenad Bjelica           | 2023. november 26. | 2023. november 26. | [ 17 ]        |
| 1. FC Köln               | Steffen Baumgart | Közös megegyezés     | 2023. december 21. | 2023. december 21. | 17.                | Timo Schultz            | 2024. január 4.    | 2024. január 4.    | [ 18 ] [ 19 ] |
| Mainz 05                 | Jan Siewert      | Elküldték            | 2024. február 12.  | 2024. február 12.  | 17.                | Bo Henriksen            | 2024. február 13.  | 2024. február 13.  | [ 20 ] [ 21 ] |
| VfL Wolfsburg            | Niko Kovač       | Elküldték            | 2024. március 17.  | 2024. március 17.  | 14.                | Ralph Hasenhüttl        | 2024. március 17.  | 2024. március 17.  | [ 22 ] [ 23 ] |
| VfL Bochum               | Thomas Letsch    | Elküldték            | 2024. április 8.   | 2024. április 8.   | 15.                | Heiko Butscher          | 2024. április 9.   | 2024. április 9.   | [ 24 ] [ 25 ] |
| Union Berlin             | Nenad Bjelica    | Elküldték            | 2024. május 6.     | 2024. május 6.     | 15.                | Marco Grote (megbízott) | 2024. május 6.     | 2024. május 6.     | [ 26 ]        |

## Tabella
| Hely. | Csapat                   | M  | Gy | D  | V  | G+ | G– | Gk  | P  | Továbbjutás vagy kiesés           |
| ----- | ------------------------ | -- | -- | -- | -- | -- | -- | --- | -- | --------------------------------- |
| 1.    | Bayer Leverkusen         | 34 | 28 | 6  | 0  | 89 | 24 | +65 | 90 | Bajnokok Ligája–alapszakasz       |
| 2.    | VfB Stuttgart            | 34 | 23 | 4  | 7  | 78 | 39 | +39 | 73 | Bajnokok Ligája–alapszakasz       |
| 3.    | Bayern München           | 34 | 23 | 3  | 8  | 94 | 45 | +49 | 72 | Bajnokok Ligája–alapszakasz       |
| 4.    | RB Leipzig               | 34 | 19 | 8  | 7  | 77 | 39 | +38 | 65 | Bajnokok Ligája–alapszakasz       |
| 5.    | Borussia Dortmund        | 34 | 18 | 9  | 7  | 68 | 43 | +25 | 63 | Bajnokok Ligája–alapszakasz       |
| 6.    | Eintracht Frankfurt      | 34 | 11 | 14 | 9  | 51 | 50 | +1  | 47 | Európa-liga–alapszakasz           |
| 7.    | TSG Hoffenheim           | 34 | 13 | 7  | 14 | 66 | 66 | 0   | 46 | Európa-liga–alapszakasz           |
| 8.    | 1. FC Heidenheim         | 34 | 10 | 12 | 12 | 50 | 55 | −5  | 42 | Európa Konferencia Liga rájátszás |
| 9.    | Werder Bremen            | 34 | 11 | 9  | 14 | 48 | 54 | −6  | 42 |                                   |
| 10.   | SC Freiburg              | 34 | 11 | 9  | 14 | 45 | 58 | −13 | 42 |                                   |
| 11.   | FC Augsburg              | 34 | 10 | 9  | 15 | 50 | 60 | −10 | 39 |                                   |
| 12.   | VfL Wolfsburg            | 34 | 10 | 7  | 17 | 41 | 56 | −15 | 37 |                                   |
| 13.   | Mainz 05                 | 34 | 7  | 14 | 13 | 39 | 51 | −12 | 35 |                                   |
| 14.   | Borussia Mönchengladbach | 34 | 7  | 13 | 14 | 56 | 67 | −11 | 34 |                                   |
| 15.   | Union Berlin             | 34 | 9  | 6  | 19 | 33 | 58 | −25 | 33 |                                   |
| 16.   | VfL Bochum               | 34 | 7  | 12 | 15 | 42 | 74 | −32 | 33 | Osztályozó                        |
| 17.   | 1. FC Köln               | 34 | 5  | 12 | 17 | 28 | 60 | −32 | 27 | Kiesik a Bundesliga 2-be          |
| 18.   | Darmstadt 98             | 34 | 3  | 8  | 23 | 30 | 86 | −56 | 17 | Kiesik a Bundesliga 2-be          |

1. ↑  A Bundesliga további helyet szerzett a Bajnokok Ligájában, mivel Németország a 2023–24-es idényben a legmagasabb UEFA-koefficiens pontokkal rendelkező két szövetség egyikeként végzett. Ez a díj másodlagos a Bajnokok Ligája és az Európa Liga címvédőinek jogaihoz képest. Következésképpen ebben a szezonban ez a helyezés átkerülhet a hatodik csapathoz, ha az ötödik helyezett, a Borussia Dortmund megnyeri a 2023–2024-es UEFA Bajnokok Ligáját.
2. 1 2  A 2023–2024-es DFB-Pokal-győztes Bayer Leverkusen bajnoki pozíción keresztül kvalifikálta magát a Bajnokok Ligájába. A DFB-Pokal győztesének fenntartott helyet (Európa Liga) a hetedik csapat kapta, és az UEFA Konferencia Liga rájátszásába a nyolcadik helyezett csapat jutott tovább.

## Rájátszás

### Első forduló
| 2024. május 23. 20:30 |

| VfL Bochum | 0–3               | Fortuna Düsseldorf                   |
| ---------- | ----------------- | ------------------------------------ |
|            | (0–1) Jegyzőkönyv | Hofmann 13' Klaus 64' Engelhardt 72' |

| Ruhrstadion, Bochum Nézőszám: 26 000 Játékvezető: Robert Schröder |

### Második forduló
| 2024. május 27. 20:30 |

| Fortuna Düsseldorf                                             | 0–3 (h. u.)                 | VfL Bochum                                                |
| -------------------------------------------------------------- | --------------------------- | --------------------------------------------------------- |
|                                                                | (0–1, 0–3, 0–3) Jegyzőkönyv | Hofmann 18' 66' Stöger 70' (11-esből)                     |
| Büntetőpárbaj                                                  |                             |                                                           |
| Hofmann Jóhannesson Engelhardt Oberdorf Dzólisz Niemiec Ucsino | 5–6                         | Paciência Bero Mašović Aszano Stöger Schlotterbeck Wittek |

| Merkur Spiel-Arena, Düsseldorf Nézőszám: 51 500 Játékvezető: Deniz Aytekin |

A végeredmény összesítésben 3–3 lett, majd a VfL Bochum 6–5-re megnyerte a tizenegyespárbajt, így egyik csapat sem váltott osztályt.

## Statisztikák
Utoljára frissítve: 2024. május 18.

### Góllövőlista
| Helyezés | Játékos           | Klub                | Gólok |
| -------- | ----------------- | ------------------- | ----- |
| 1        | Harry Kane        | Bayern München      | 36    |
| 2        | Serhou Guirassy   | VfB Stuttgart       | 28    |
| 3        | Loïs Openda       | RB Leipzig          | 24    |
| 4        | Deniz Undav       | VfB Stuttgart       | 18    |
| 5        | Maximilian Beier  | TSG 1899 Hoffenheim | 16    |
| 6        | Andrej Kramarić   | TSG 1899 Hoffenheim | 15    |
| 6        | Ermedin Demirović | Augsburg            | 15    |
| 8        | Victor Boniface   | Bayer Leverkusen    | 14    |
| 8        | Benjamin Šeško    | RB Leipzig          | 14    |
| 10       | Donyell Malen     | Borussia Dortmund   | 13    |

### Gólpasszok
| Helyezés | Játékos           | Klub                     | Gólp. |
| -------- | ----------------- | ------------------------ | ----- |
| 1        | Álex Grimaldo     | Bayer Leverkusen         | 13    |
| 2        | Leroy Sané        | Bayern München           | 11    |
| 2        | Julian Brandt     | Borussia Dortmund        | 11    |
| 2        | Florian Wirtz     | Bayer Leverkusen         | 11    |
| 2        | Xavi Simons       | RB Leipzig               | 11    |
| 2        | Jan-Niklas Beste  | Heidenheim               | 11    |
| 7        | Franck Honorat    | Borussia Mönchengladbach | 9     |
| 7        | Ermedin Demirović | Augsburg                 | 9     |
| 7        | Deniz Undav       | VfB Stuttgart            | 9     |
| 7        | Kevin Stöger      | VfL Bochum               | 9     |
| 7        | Thomas Müller     | Bayern München           | 9     |
| 7        | Marvin Ducksch    | Werder Bremen            | 9     |

### Mesterhármasok
| Játékos         | Csapat                   | Ellenfél          | Végeredmény | Dátum                |
| --------------- | ------------------------ | ----------------- | ----------- | -------------------- |
| Kevin Behrens   | Union Berlin             | Mainz 05          | 4–1 (H)     | 2023. augusztus 20.  |
| Serhou Guirassy | VfB Stuttgart            | Mainz 05          | 3–1 (V)     | 2023. szeptember 16. |
| Harry Kane      | Bayern München           | VfL Bochum        | 7–0 (H)     | 2023. szeptember 23. |
| Serhou Guirassy | VfB Stuttgart            | VfL Wolfsburg     | 3–1 (H)     | 2023. október 7.     |
| Harry Kane      | Bayern München           | Darmstadt 98      | 8–0 (H)     | 2023. október 28.    |
| Harry Kane      | Bayern München           | Borussia Dortmund | 4–0 (V)     | 2023. november 4.    |
| Patrik Schick   | Bayer Leverkusen         | VfL Bochum        | 4–0 (H)     | 2023. december 20.   |
| Deniz Undav     | VfB Stuttgart            | RB Leipzig        | 5–2 (H)     | 2024. január 27.     |
| Niclas Füllkrug | Borussia Dortmund        | VfL Bochum        | 3–1 (H)     | 2024. január 28.     |
| Harry Kane      | Bayern München           | Mainz 05          | 8–1 (H)     | 2024. március 9.     |
| Florian Wirtz   | Bayer Leverkusen         | Werder Bremen     | 5–0 (H)     | 2024. április 14.    |
| Robin Hack      | Borussia Mönchengladbach | TSG Hoffenheim    | 3–4 (V)     | 2024. április 20.    |
| Andrej Kramarić | TSG 1899 Hoffenheim      | Bayern München    | 4–2 (H)     | 2024. május 18.      |

### Kapott gól nélkül lehozott mérkőzések
| Helyezés | Játékos          | Klub                     | Mérkőzések |
| -------- | ---------------- | ------------------------ | ---------- |
| 1        | Lukáš Hrádecký   | Bayer Leverkusen         | 15         |
| 2        | Alexander Nübel  | VfB Stuttgart            | 11         |
| 3        | Noah Atubolu     | Freiburg                 | 10         |
| 4        | Kevin Trapp      | Eintracht Frankfurt      | 7          |
| 4        | Frederik Rønnow  | Union Berlin             | 7          |
| 4        | Robin Zentner    | Mainz 05                 | 7          |
| 4        | Gregor Kobel     | Borussia Dortmund        | 7          |
| 8        | Kevin Müller     | Heidenheim               | 6          |
| 8        | Manuel Neuer     | Bayern München           | 6          |
| 8        | Michael Zetterer | Werder Bremen            | 6          |
| 11       | Janis Blaswich   | RB Leipzig               | 5          |
| 11       | Gulácsi Péter    | RB Leipzig               | 5          |
| 13       | Manuel Riemann   | VfL Bochum               | 4          |
| 13       | Sven Ulreich     | Bayern München           | 4          |
| 13       | Moritz Nicolas   | Borussia Mönchengladbach | 4          |
| 13       | Koen Casteels    | VfL Wolfsburg            | 4          |
| 13       | Marvin Schwäbe   | 1. FC Köln               | 4          |
| 18       | Finn Dahmen      | Augsburg                 | 3          |
| 18       | Alexander Meyer  | Borussia Dortmund        | 3          |
| 18       | Marcel Schuhen   | Darmstadt 98             | 3          |
| 21       | Pavao Pervan     | VfL Wolfsburg            | 2          |
| 21       | Oliver Baumann   | TSG 1899 Hoffenheim      | 2          |
| 23       | Matěj Kovář      | Bayer Leverkusen         | 1          |
| 23       | Jiří Pavlenka    | Werder Bremen            | 1          |
| 23       | Daniel Batz      | Mainz 05                 | 1          |
| 23       | Fabian Bredlow   | VfB Stuttgart            | 1          |

### Magyarok a ligában
Utoljára frissítve: 2024. május 18.
| Játékos        | Klub                          | Mérkőzés | Gólok | Gólpasszok | Gól nélküli |
| -------------- | ----------------------------- | -------- | ----- | ---------- | ----------- |
| Gulácsi Péter  | RB Leipzig                    | 13       | 0     | 0          | 5           |
| Willi Orbán    | RB Leipzig                    | 19       | 0     | 0          | –           |
| Szalai Attila  | TSG 1899 Hoffenheim/ Freiburg | 7        | 0     | 0          | –           |
| Sallai Roland  | Freiburg                      | 27       | 3     | 0          | –           |
| Schäfer András | Union Berlin                  | 20       | 1     | 2          | –           |

### A hónap legjobb játékosai és tehetségei
| Hónap      | Hónap Játékosa  | Hónap Játékosa   | Hónap Tehetsége  | Hónap Tehetsége   | Hónap gólja      | Hónap gólja       |
| Hónap      | Játékos         | Csapat           | Játékos          | Csapat            | Játékos          | Csapat            |
| ---------- | --------------- | ---------------- | ---------------- | ----------------- | ---------------- | ----------------- |
| Augusztus  | Victor Boniface | Bayer Leverkusen | Victor Boniface  | Bayer Leverkusen  | Jan-Niklas Beste | Heidenheim        |
| Szeptember | Serhou Guirassy | VfB Stuttgart    | Victor Boniface  | Bayer Leverkusen  | Xavi Simons      | RB Leipzig        |
| Október    | Florian Wirtz   | Bayer Leverkusen | Victor Boniface  | Bayer Leverkusen  | Harry Kane       | Bayern München    |
| November   | Deniz Undav     | VfB Stuttgart    | Victor Boniface  | Bayer Leverkusen  | Harry Kane       | Bayern München    |
| December   | Florian Wirtz   | Bayer Leverkusen | Xavi Simons      | RB Leipzig        | Harry Kane       | Bayern München    |
| Január     | Deniz Undav     | VfB Stuttgart    | Ian Maatsen      | Borussia Dortmund | Xavi Simons      | RB Leipzig        |
| Február    | Florian Wirtz   | Bayer Leverkusen | Maximilian Beier | TSG Hoffenheim    | Harry Kane       | Bayern München    |
| Március    | Serhou Guirassy | VfB Stuttgart    | Maximilian Beier | TSG Hoffenheim    | Jamal Musiala    | Bayern München    |
| Április    | Álex Grimaldo   | Bayer Leverkusen | Xavi Simons      | RB Leipzig        | Harry Kane       | Bayern München    |
| Május      | N/A             | N/A              | N/A              | N/A               | Marco Reus       | Borussia Dortmund |

### Egyéni díjazottak
| Díj               | Győztes         | Klub             | Forrás |
| ----------------- | --------------- | ---------------- | ------ |
| A szezon játékosa | Florian Wirtz   | Bayer Leverkusen | [ 42 ] |
| A szezon újonca   | Victor Boniface | Bayer Leverkusen | [ 43 ] |
| A szezon gólja    | Harry Kane      | Bayern München   | [ 44 ] |

### A szezon csapata

#### Kicker
| Poz. | Játékos           | Klub              | Forr.  |
| ---- | ----------------- | ----------------- | ------ |
| K    | Gregor Kobel      | Borussia Dortmund | [ 45 ] |
| V    | Jeremie Frimpong  | Bayer Leverkusen  | [ 45 ] |
| V    | Waldemar Anton    | VfB Stuttgart     | [ 45 ] |
| V    | Jonathan Tah      | Bayer Leverkusen  | [ 45 ] |
| V    | Álex Grimaldo     | Bayer Leverkusen  | [ 45 ] |
| KP   | Florian Wirtz     | Bayer Leverkusen  | [ 45 ] |
| KP   | Exequiel Palacios | Bayer Leverkusen  | [ 45 ] |
| KP   | Granit Xhaka      | Bayer Leverkusen  | [ 45 ] |
| KP   | Jan-Niklas Beste  | 1. FC Heidenheim  | [ 45 ] |
| CS   | Serhou Guirassy   | VfB Stuttgart     | [ 45 ] |
| CS   | Harry Kane        | Bayern München    | [ 45 ] |

#### EA Sports
| Poz. | Játékos          | Klub              | Forr.  |
| ---- | ---------------- | ----------------- | ------ |
| K    | Gregor Kobel     | Borussia Dortmund | [ 46 ] |
| V    | Jeremie Frimpong | Bayer Leverkusen  | [ 46 ] |
| V    | Jonathan Tah     | Bayer Leverkusen  | [ 46 ] |
| V    | Waldemar Anton   | VfB Stuttgart     | [ 46 ] |
| V    | Álex Grimaldo    | Bayer Leverkusen  | [ 46 ] |
| KP   | Jamal Musiala    | Bayern München    | [ 46 ] |
| KP   | Granit Xhaka     | Bayer Leverkusen  | [ 46 ] |
| KP   | Florian Wirtz    | Bayer Leverkusen  | [ 46 ] |
| CS   | Serhou Guirassy  | VfB Stuttgart     | [ 46 ] |
| CS   | Harry Kane       | Bayern München    | [ 46 ] |
| CS   | Victor Boniface  | Bayer Leverkusen  | [ 46 ] |

## Csapatok száma tartományonkénti bontásban
| Pozíció | Tartomány              | Csapatok száma | Csapatok                                                                            |
| ------- | ---------------------- | -------------- | ----------------------------------------------------------------------------------- |
| 1       | Észak-Rajna-Vesztfália | 5              | VfL Bochum, Borussia Dortmund, Köln, Bayer Leverkusen és a Borussia Mönchengladbach |
| 2       | Baden-Württemberg      | 4              | SC Freiburg, 1899 Hoffenheim, VfB Stuttgart és az 1. FC Heidenheim                  |
| 3       | Bajorország            | 2              | FC Augsburg és az Bayern München                                                    |
| 3       | Hessen                 | 2              | Eintracht Frankfurt és a SV Darmstadt 98                                            |
| 5       | Berlin                 | 1              | Union Berlin                                                                        |
| 5       | Bréma                  | 1              | Werder Bremen                                                                       |
| 5       | Alsó-Szászország       | 1              | VfL Wolfsburg                                                                       |
| 5       | Rajna-vidék-Pfalz      | 1              | Mainz 05                                                                            |
| 5       | Szászország            | 1              | RB Leipzig                                                                          |